# Wasserschloss Erlach

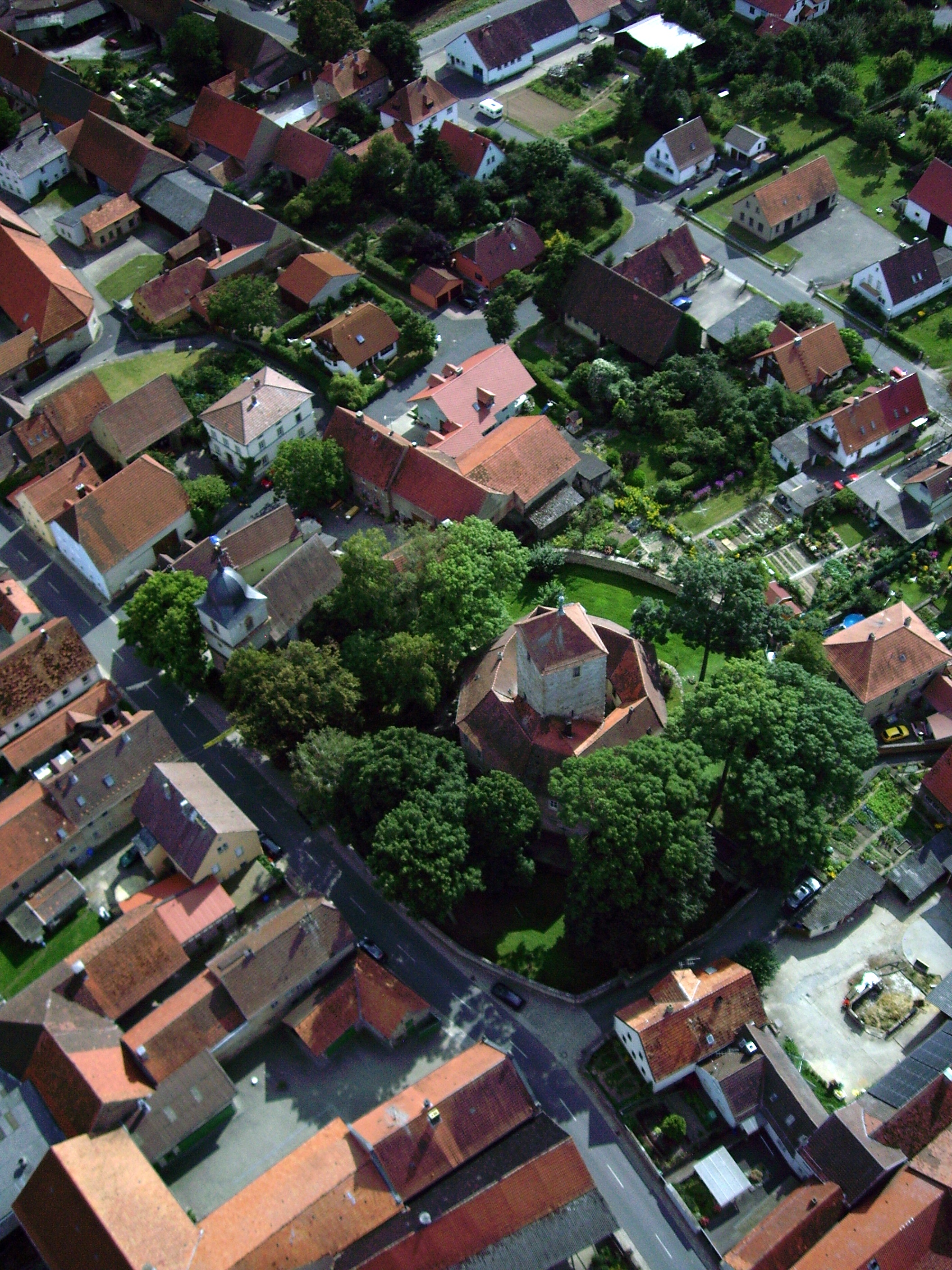
KAP-Luftbild 2009

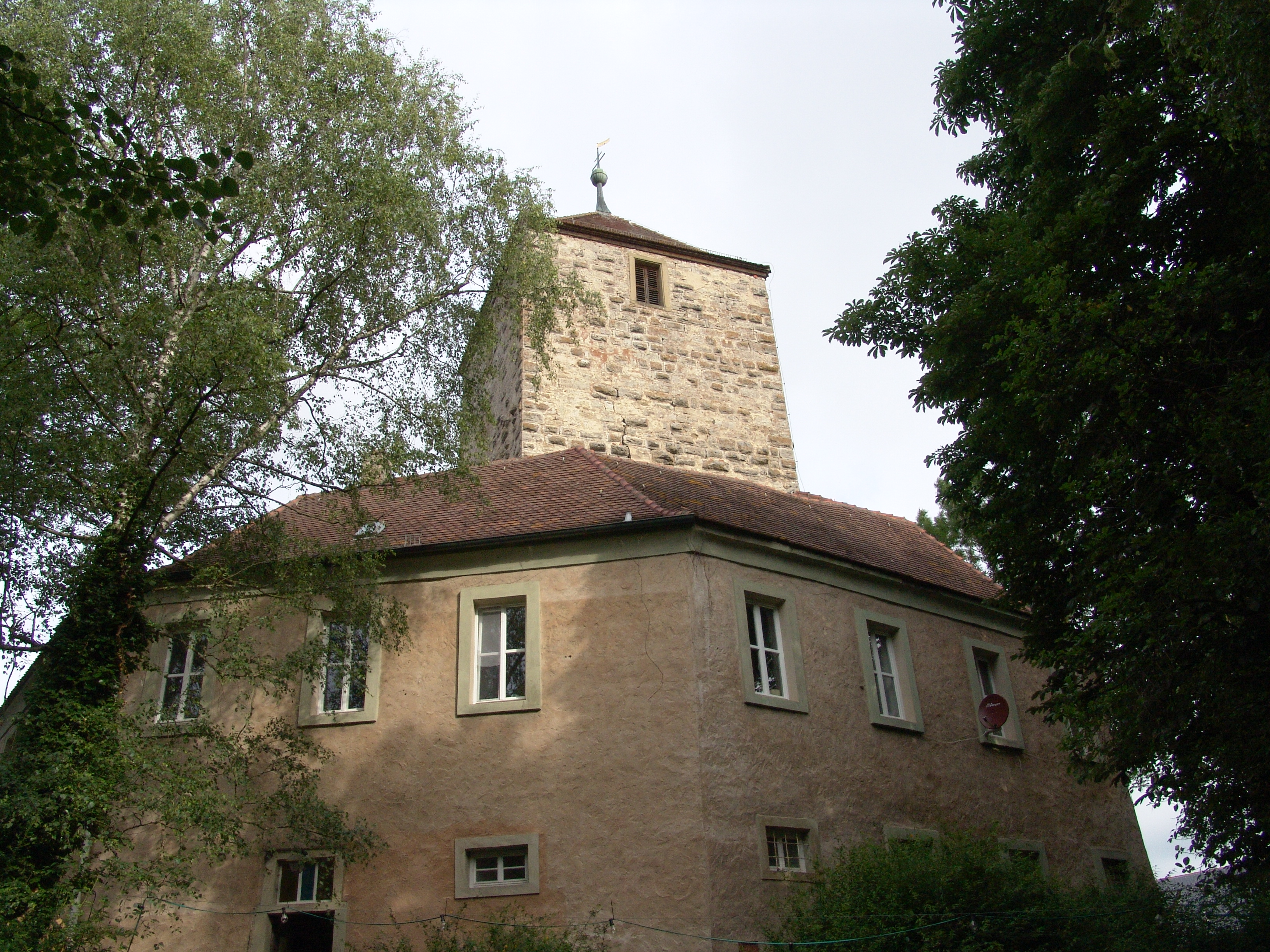
Schloss Erlach

Das Wasserschloss Erlach ist ein mittelalterliches Wasserschloss in der Ortsmitte von Erlach, heute Ortsteil von Ochsenfurt in Unterfranken.

## Geschichte
Das Schloss wurde im 12. Jahrhundert von den Herren von Erlach errichtet. Die erste Erwähnung datiert auf das Jahr 1151. Im 14. Jahrhundert wurde an Stelle der ursprünglichen Anlage ein Neubau errichtet. Zur Zeit des Deutschen Bauernkrieges wurde das Schloss 1525 zerstört, und erst nach 1545 wiederaufgebaut. Im Laufe seiner Geschichte kam es, so wie die Bevölkerung des dazugehörenden Ortes, in den Besitz verschiedener unterfränkischer Herrschaftsgeschlechter. Etwa 200 Jahre lang herrschten die Herren von Seinsheim, anschließend etwa 150 Jahre die Grafen von Schwarzenberg. Das Anwesen wurde schließlich zum symbolischen Preis von einem Taler an die katholische Kirche verkauft. Anfang des 19. Jahrhunderts wurde das Schloss ausgebaut und die Schule und Lehrerwohnung dort untergebracht.

## Baubeschreibung
Das unter Denkmalschutz stehende Schloss hat einen achteckigen Grundriss. Zweigeschossige Gebäude umgeben einen Schlosshof mit dem rechteckigen, in Buckelquaderwerk errichteten Bergfried, der mit seinen 32 Metern Höhe die Gesamtanlage überragt. Das Schloss gehört zu den wenigen über achteckigem Grundriss erbauten Stauferburgen. Heute ist der Wassergraben trockengelegt, der einst das Schloss schützend umgab.